# Australysmus furcatus
Australysmus furcatus är en insektsart som beskrevs av Tim R. New 1983. Australysmus furcatus ingår i släktet Australysmus och familjen vattenrovsländor. Inga underarter finns listade i Catalogue of Life.